# 江南高等实业学堂

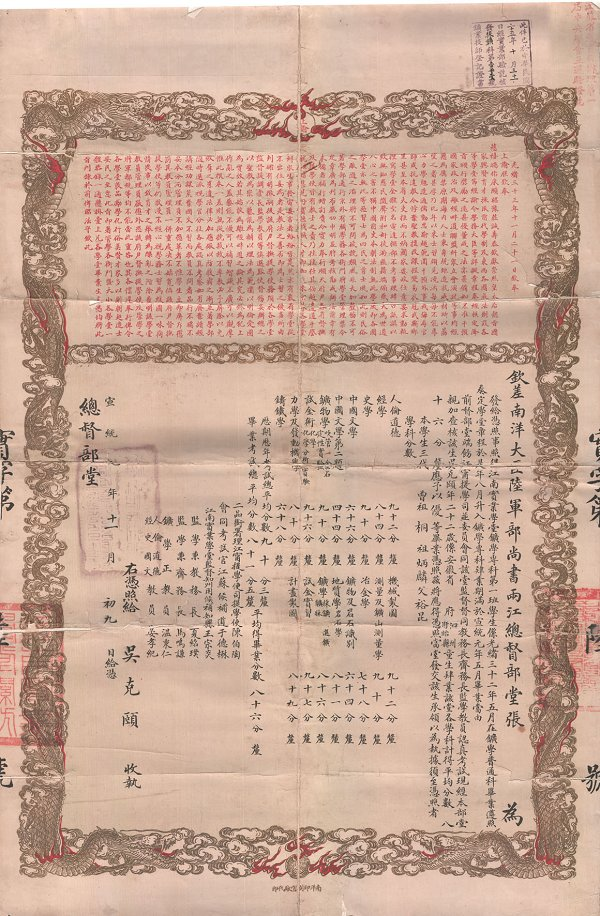
吴克颐宣统元年（1909年）江南实业学堂毕业凭照。东南大学档案馆藏。

江南高等实业学堂是清朝末年在江宁（今江苏省南京市）开设的官办高等实业学堂。光绪三十年（1904年）十一月在江南格致书院的基础上开办，光绪三十三年（1907年）开设高等正科，是以培养技术和外语等实政人才为目的的综合性新式学堂。民国二年（1913年）停办，改办为江苏省立第一工业学校和江苏省立第一农业学校。

## 历史
中国甲午战争战败后，出现了“实业救国”的思潮。1896年（光绪二十二年）2月1日，两江总督张之洞向光绪帝上《创设江南储材学堂摺》，奏请“就江宁省城创设储材学堂一区”，获光绪帝批准。张之洞在金陵同文馆（建于1883年）的基础上筹建江南储材学堂，校址设在仪凤门内三牌楼和会街。1897年6月建成，7月开学。高等班分交涉、农政、工艺、商务四类，学生名额120人。高等班之外另设专学英语、德语、法语的初等班，学生各40人，学毕升入高等班，这是中国早期分级学制的雏形。课程以外语、科学技术等西学为主，兼修中学。聘西学教习4名，交涉、农政高等班教习聘自法国、德国，工艺、商务高等班教习聘自英国。聘中学教习8名，先后有陈光宇、李瑞清、沈敦和、柳诒徵等人。学堂总办先后由杨兆鋆、蒯光典、吴可园、黎经诰等人担任。
1898年光绪帝下诏维新变法后，两江总督刘坤一十月奏请将储材学堂改为江南高等学堂、按大学堂定章，这是南京近代高等教育的滥觞。不久变法失败，守旧派扬言要尽撤各地学堂，慈禧太后派刚毅到江南查办。次年，刘坤一不得已将江南高等学堂取消，改为江南格致书院，但“仍循学堂规制”，设法保全了学堂教育。
庚子事变后，清政府大受震动，1901年重下兴学诏，令将所有书院改设学堂，1904年又颁行《奏定学堂章程》，正式确定实业教育的地位。1904年，两江总督魏光焘改格致书院为江南农工格致实业学堂，又先后更名农工矿实业学堂、农工矿商实业学堂，最终定名江南高等实业学堂，校址在三牌楼和会街。设农、工、商、矿4科，招生120名，分门肄业。1907年开设高等正科。1911年前后，农科独立为江南高等农业学堂。辛亥革命后，江南高等实业学堂停办。

## 去迁
辛亥革命后，江南高等实业学堂改办为工业学校。1912年，江苏省教育厅委任童世亨筹建江苏省立第一工业学校，1913年正月创设于江宁（现江苏省南京市），沿用复成桥原商校校舍。江苏省立第一工业学校为甲种实业学校，设机械科和电机科，学制三年，另设高级中学（后改为高中工业科）和高中补习科（后改为高中工业预科）。1913年，有教职员16人、学生80人，校长陈有。1916年在校生174人，毕业生34人。1923年学制变更时升格为南京工业专门学校，成为高等学校。
宣统三年（1911年）前后，江南高等实业学堂的农科独立为江南高等农业学堂，又将原附属于江南高等实业学堂的江南农商学校（即成立于1906年的江南蚕桑学堂，设于复成桥商务局内）并入。1913年，江南高等农业学堂改办为江苏省立第一农业学校，设于三牌楼，当时有教职员22人、学生61人。此后过探先、陈嵘先后任校长。江苏第一农业学校后改为南京农业学校。
1927年，教育部在江苏试行大学区制，将江苏省内专科以上的公立学校合并为国立第四中山大学（1928年改名江苏大学、国立中央大学），其中南京工业专门学校和南京农业学校分别并入第四中山大学工学院和农学院。

## 知名校友
- 江南高等实业学堂：俞道五、朱培元、朱瑞徵、陈其采、龚心湛、许葆英、钟泰、徐骝良、邵家麟
- 南京工业专门学校：蔡昌年、方先觉、施汝为、叶雪安
- 南京农业学校：邵均、朱凤美、汤惠荪、郑万钧